# 新田辺駅
新田辺駅（しんたなべえき）は、京都府京田辺市河原食田にある、近畿日本鉄道（近鉄）京都線の駅。駅番号はB16。

## 概要
京田辺市の代表駅であり、駅長配置駅・車庫併設駅である。
当駅で折り返す便が京都方面からの普通を中心に終日数多く設定されており、特に京都市営地下鉄烏丸線から直通する普通は当駅以南一部の駅のホーム有効長の関係で全て当駅での折り返しとなっている。また準急は当駅までの運行となる。
京田辺駅の西側が古くから市の中心地であった。1960年代から新田辺駅の東側に住宅や団地が開発され、個人商店・スーパーマーケット・医院などが出来た（現在のキララ商店街）。橋上駅舎化後は新田辺駅西側（京田辺駅東側）の開発が大きく進展している。その過程で西側ロータリーに複数の一休の像が置かれた。
興戸駅、三山木駅と並んで同志社大学・同志社女子大学生の下宿が多い地域である。

## 歴史
- 1928年（昭和3年）11月3日：奈良電気鉄道の桃山御陵前 - 西大寺（現・大和西大寺）間開通時に開業[2]。
- 1963年（昭和38年）10月1日：会社合併により近畿日本鉄道京都線の駅となる[2]。
- 1986年（昭和61年）7月：橋上化工事に着手[3]。
- 1988年（昭和63年）10月9日：橋上駅舎となり、同時にバスターミナル使用開始[4]。
- 1997年（平成9年）12月5日：コンコースとホームとを結ぶエレベーターが供用開始される[5][6]。
- 2007年（平成19年）4月1日：ICカード「PiTaPa」使用開始[7]。
- 2010年（平成22年）2月18日：東口エレベーター供用開始[8]。
- 2023年（令和5年）1月：改札口が無人となり、特に所用のある客に対してはインターホンによるオペレーター対応となる。

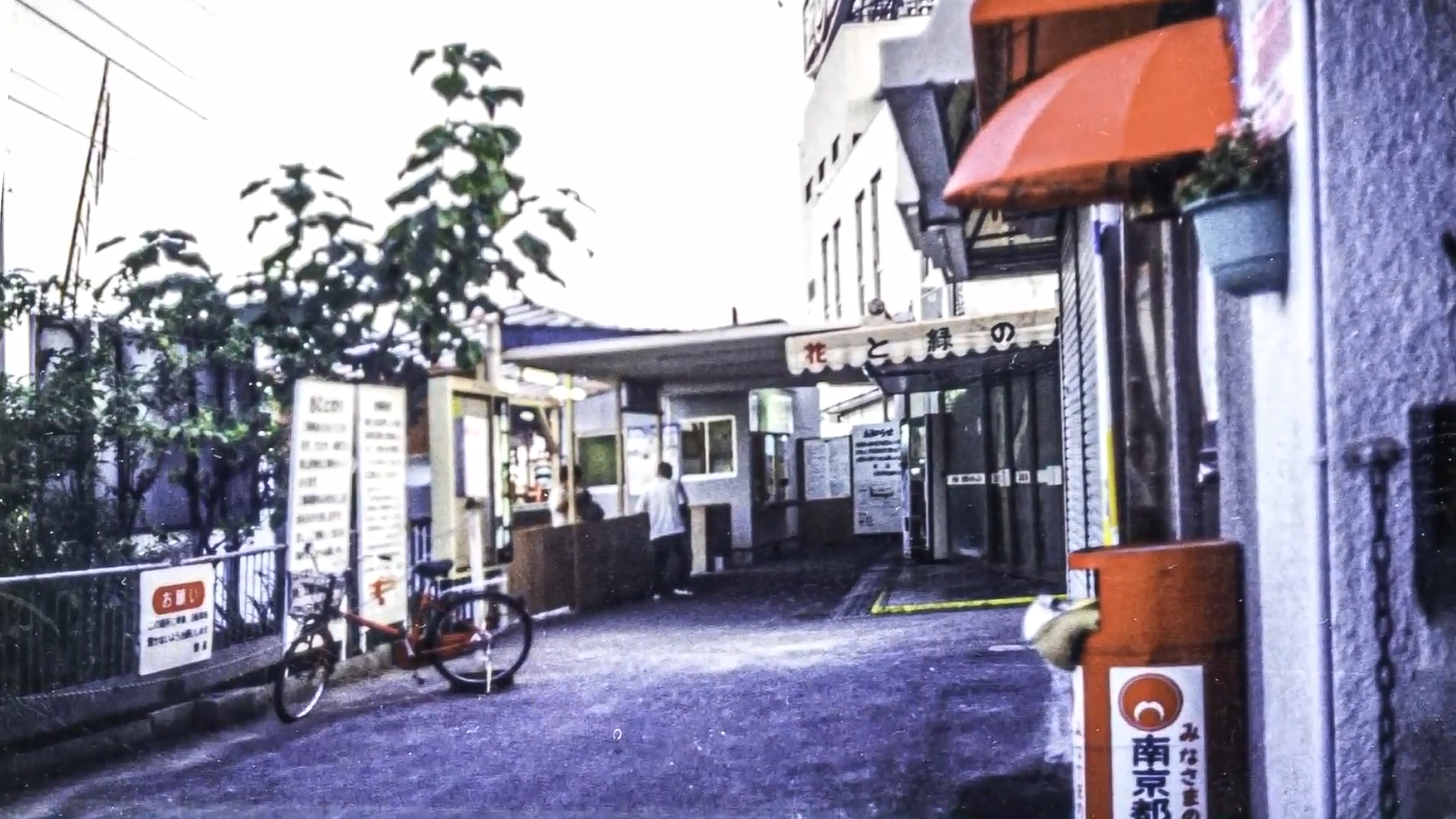
旧東口（1980年代）
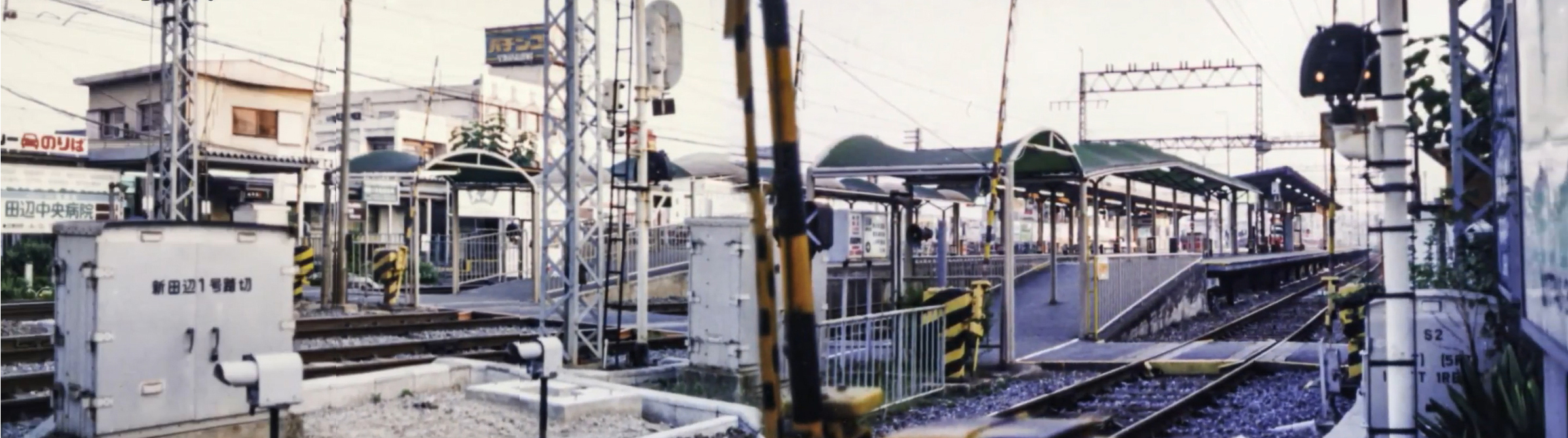
旧駅舎/構内踏切でホームに連絡（1987年ごろ）
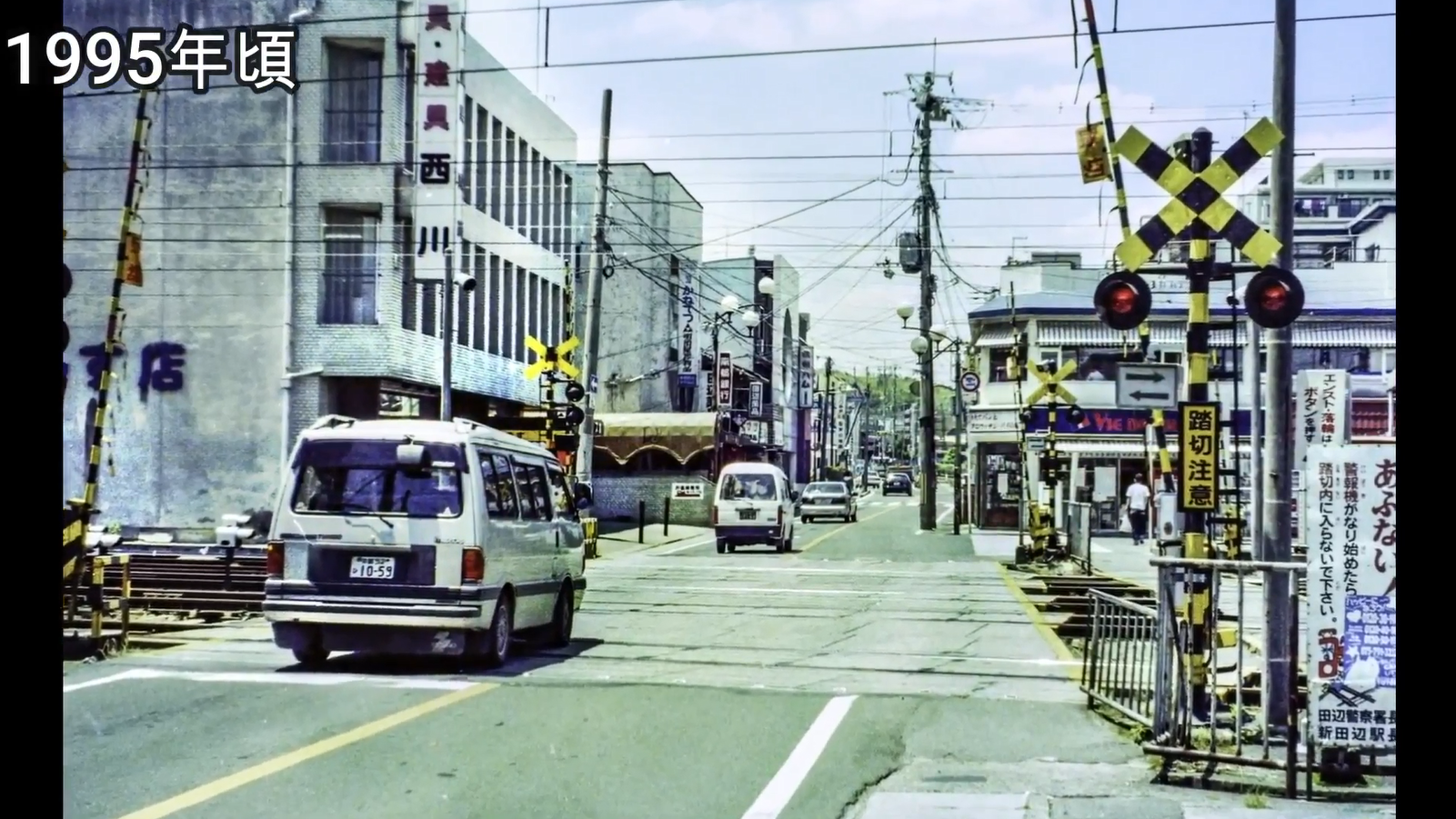
1995年ごろ 踏切。旧国道307号

## 駅構造

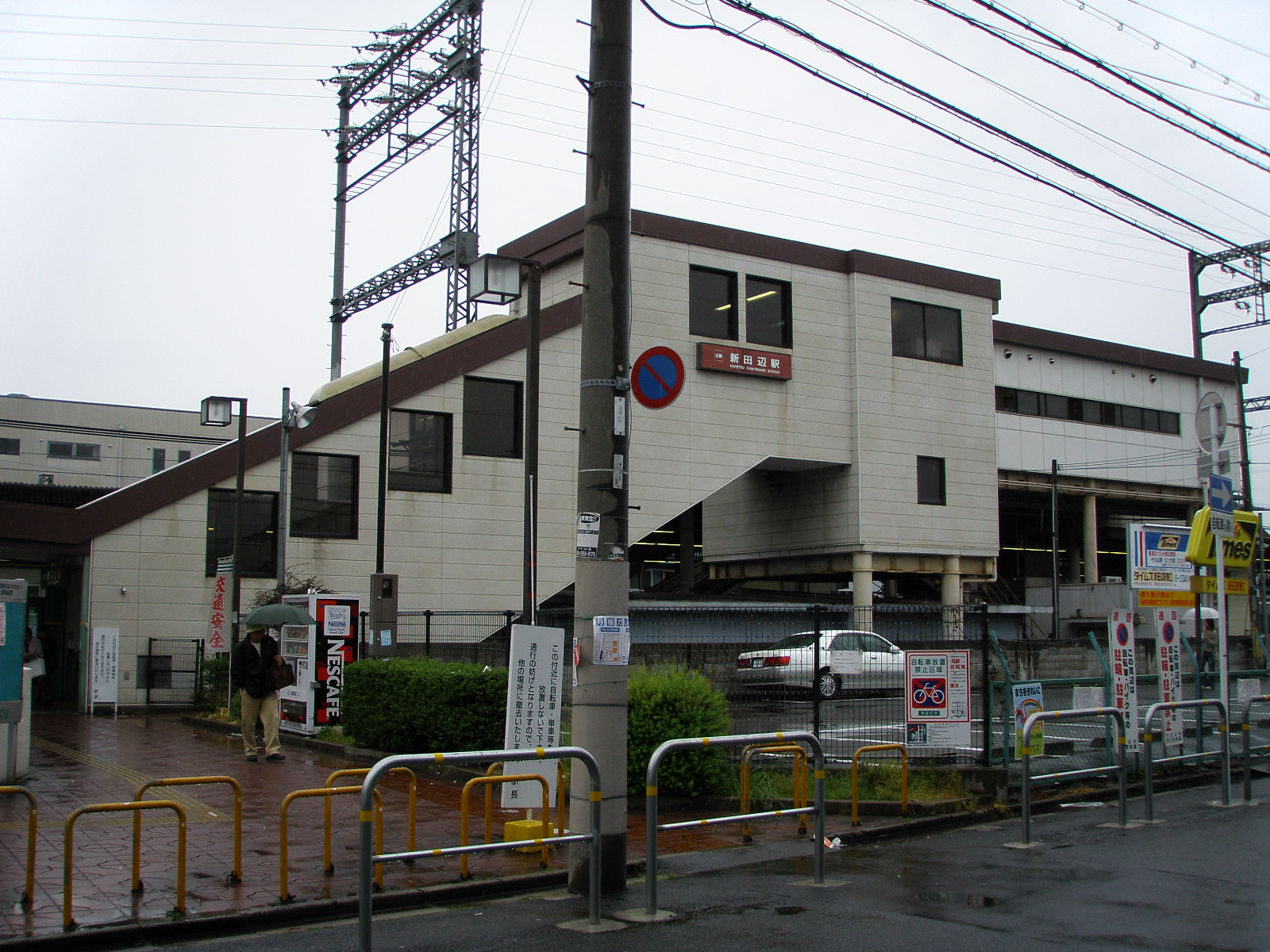
東口
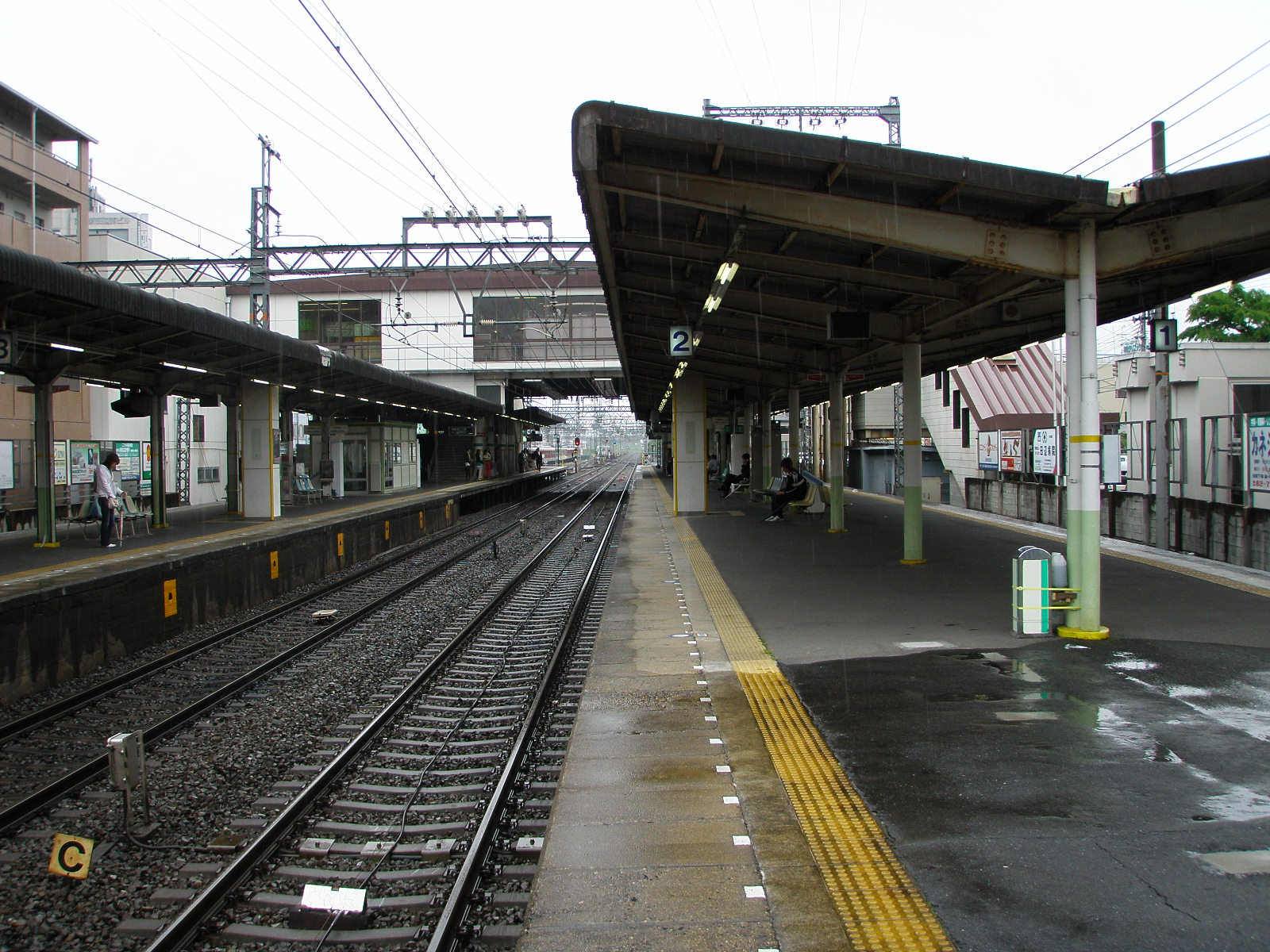
ホーム

島式ホーム2面4線の地上駅で橋上駅舎を有する。ホーム有効長は6両。改札口は1か所のみ。東西に出入口があり、西側は駅ビルを併設している。ホームとコンコースを結ぶエレベーターは、日本国内の鉄道駅では初となる、上階と下階の出入口が別々となった直角二方向のものが設置されている。
橋上駅舎になる前は、駅の西側に駅本屋があり、構内踏切でホームに連絡、のちに東側も発展に伴い改札口が設置されていた。

### のりば
| のりば | 路線     | 方向 | 行先                           |
| ------ | -------- | ---- | ------------------------------ |
| 1・2   | B 京都線 | 下り | 近鉄奈良・天理・橿原神宮前方面 |
| 3・4   | B 京都線 | 上り | 京都・国際会館方面             |

- 内側2線（2番線と3番線）が主本線、外側2線（1番線と4番線）が待避線である。
- 1番線は奈良方で市道（旧国道307号）の踏切を越えてそのまま引き上げ線に繋がっており、折り返し列車はこの引き上げ線を介して上り線に入るか、引き上げ線に入らず直接新田辺車庫に入って折り返すことになる。なお新田辺車庫へは1 - 4番線すべての線から出入庫が可能である。ただし、配線上の理由から、大半の留置線は構内入庫後、更にスイッチバックする必要が生じる。

## 特徴

### 駅設備・営業面
- PiTaPa・ICOCA対応の自動改札機および自動精算機（回数券カードおよびICカードのチャージに対応）が設置されている。
- 特急券は専用の自動券売機にて購入が可能で、早朝と夜間の一部時間帯を除いて駅窓口でも購入可能となっている[10]。定期券は黒色の券売機で購入が可能で窓口による定期券サポートにも対応する[11]。
- 近鉄リテーリングが運営する有人売店設置駅（ファミリーマート近鉄新田辺駅改札外橋上店、同駅前店）に指定されている[10]。

### ダイヤ面
- 特急以外の全一般列車が停車しており、京都線における折り返し拠点となっている[12]。
  - ラッシュ時の京都駅からの準急および終日設定されている京都市営地下鉄烏丸線国際会館駅直通の普通列車（早朝1本と平日夕方1本の近鉄宮津始発国際会館行きを除く）は当駅が運転区間の南限となっている[12]。
  - 2022年12月17日のダイヤ変更をもって、大部分の普通列車が当駅を起終点駅とすることになった。そのため、当駅を境に京都方面は原則6両編成化されることになった。またこれまで当駅では2両を連結・解放作業を一部列車でしていたが、これが解消されることになる反面、当駅での乗り換えが必須となり、そのため当駅止まりと始発列車がメインとなり通しで走る普通列車は朝夕に限られるようになった。しかし2024年3月16日のダイヤ変更で大半の普通列車が4連となり京都線内を通しで運転する運用に戻された。

なお平日朝には当駅始発近鉄宮津行き普通列車が定期列車として1本設定されている。
- 日中は1時間に急行が4本、京都方面への普通列車が6本（うち2本は地下鉄烏丸線直通）、大和西大寺方面への普通列車は3本の停車本数が確保されている[12]。
- 1977年（昭和52年）1月17日以前、急行は大和西大寺駅と当駅の間をノンストップで走っていた（その後急行は1977年1月18日に高の原駅と、2000年3月15日には新祝園駅も停車）。

## 利用状況
2023年11月7日における1日乗降人員は21,495人である。京都線の途中駅では近鉄丹波橋駅・高の原駅・大久保駅に次いで4番目に多い。松井山手地区・八幡市・枚方市東部との連絡地でもあり、朝夕は比較的混雑する。
近年の1日乗降人員の調査結果は以下の通り。
| 年度               | 特定日   | 特定日   | 1日平均 乗降人員 | 出典        | 出典            |
| 年度               | 調査日   | 乗降人員 | 1日平均 乗降人員 | 近鉄        | 京田辺市        |
| ------------------ | -------- | -------- | ---------------- | ----------- | --------------- |
| 2000年（平成12年） | 11月07日 | 27,803   | 28,410           | [ 近鉄 1 ]  | [ 京田辺市 1 ]  |
| 2001年（平成13年） | -        | -        | 27,578           |             | [ 京田辺市 1 ]  |
| 2002年（平成14年） | -        | -        | 27,604           |             | [ 京田辺市 1 ]  |
| 2003年（平成15年） | 11月11日 | 25,669   | 27,632           | [ 近鉄 2 ]  | [ 京田辺市 2 ]  |
| 2004年（平成16年） | -        | -        | 27,593           |             | [ 京田辺市 3 ]  |
| 2005年（平成17年） | 11月08日 | 26,625   | 27,724           | [ 近鉄 3 ]  | [ 京田辺市 4 ]  |
| 2006年（平成18年） | -        | -        | 28,066           |             | [ 京田辺市 5 ]  |
| 2007年（平成19年） | -        | -        | 28,220           |             | [ 京田辺市 6 ]  |
| 2008年（平成20年） | 11月18日 | 27,521   | 28,484           |             | [ 京田辺市 7 ]  |
| 2009年（平成21年） | -        | -        | 27,662           |             | [ 京田辺市 8 ]  |
| 2010年（平成22年） | 11月09日 | 26,485   | 27,385           | [ 近鉄 4 ]  | [ 京田辺市 9 ]  |
| 2011年（平成23年） | -        | -        | 27,205           |             | [ 京田辺市 10 ] |
| 2012年（平成24年） | 11月13日 | 25,097   | 27,093           | [ 近鉄 5 ]  | [ 京田辺市 11 ] |
| 2013年（平成25年） | -        | -        | 26,995           |             | [ 京田辺市 12 ] |
| 2014年（平成26年） | -        | -        | 26,104           |             | [ 京田辺市 13 ] |
| 2015年（平成27年） | 11月10日 | 25,881   | 26,548           | [ 近鉄 6 ]  | [ 京田辺市 14 ] |
| 2016年（平成28年） | -        | -        | 26,523           |             | [ 京田辺市 15 ] |
| 2017年（平成29年） | -        | -        | 26,381           |             | [ 京田辺市 16 ] |
| 2018年（平成30年） | 11月13日 | 24,474   | 25,964           | [ 近鉄 7 ]  | [ 京田辺市 17 ] |
| 2019年（令和元年） | -        | -        | 26,060           |             | [ 京田辺市 18 ] |
| 2020年（令和02年） | -        | -        | 9,848            |             | [ 京田辺市 19 ] |
| 2021年（令和03年） | 11月09日 | 20,895   | 21,232           | [ 近鉄 8 ]  | [ 京田辺市 20 ] |
| 2022年（令和04年） | 11月08日 | 21,497   | 22,935           | [ 近鉄 9 ]  | [ 京田辺市 21 ] |
| 2023年（令和05年） | 11月07日 | 21,495   |                  | [ 近鉄 10 ] |                 |

## 駅周辺
東側
- キララ商店街 - 駅東の商店街の愛称[13]。事務用椅子を使った耐久レース「いす-1GP」発祥の地として知られる[14]。
- 京都田辺河原郵便局
- 京都地方法務局京田辺出張所
- 京都府立田辺高等学校
- 京都インターナショナルユニバーシティー

駅の東北にある駐輪場（市営）にレンタサイクル（電動アシスト自転車含む）がある。
- 木津川
- 京都府道801号京都八幡木津自転車道線

西側
- 京田辺駅 - 西日本旅客鉄道（JR西日本）学研都市線  徒歩5分ほど。
- アル・プラザ京田辺（京田辺駅そば）
- 新田辺ステーションパーク
- 京田辺市立中央図書館（同地はかつての町役場が置かれていた場所である）
- 新田辺郵便局
- 京都田辺公共職業安定所
- 田辺中央病院
- 近鉄西大寺検車区新田辺車庫
- 新田辺列車区
- 京都府道22号八幡木津線
  - 山手幹線
- 酬恩庵（一休寺）
- 甘南備山
- 枚方市東部公園

## バス路線
京阪バス・京都京阪バス・奈良交通の3社の路線が設定されている。停留所名は京阪バス・京都京阪バスが「近鉄新田辺」、奈良交通が「新田辺駅」。

### 京阪バス
表中の「共管」は男山営業所と京田辺営業所の共管を指す。
| のりば | 路線名       | 担当   | 行先                            | 備考                                                             |
| ------ | ------------ | ------ | ------------------------------- | ---------------------------------------------------------------- |
| 1      | 京田辺市内線 | 京田辺 | 66A・66B号経路：京田辺市役所    |                                                                  |
| 1      | 八幡田辺線   | 男山   | 74A・74B号経路：京田辺市役所    | 草内口経由                                                       |
| 3      | 山手線       | 共管   | 31号経路：樟葉駅/くすのき小学校 | 朝夕のみ運行。畠・摂南大学北口経由、最終便はくすのき小学校止まり |
| 3      | 山手線       | 共管   | 67号経路：松井山手駅            | 朝夕のみ運行。JR大住駅経由                                       |
| 3      | 山手線       | 共管   | 67D号経路：樟葉駅               | JR大住駅・美濃山小学校・水珀経由                                 |
| 3      | 山手線       | 共管   | 68号経路：松井山手駅            | 朝のみ運行。畠経由                                               |
| 3      | 山手線       | 京田辺 | 64号経路：松井山手駅            | 平日朝1本のみ運行。中島橋経由                                    |
| 3      | 山手線       | 京田辺 | 67B号経路：樟葉駅               | 平日1本のみ運行。JR大住駅・美濃山口・水珀経由                    |
| 3      | 八幡田辺線   | 共管   | 74号経路：石清水八幡宮駅        | 朝夕運行、当停留所始発。内里経由                                 |
| 3      | 八幡田辺線   | 男山   | 74A号経路：石清水八幡宮駅       | 平日・土曜の日中のみ運行。宝生苑・内里経由                       |
| 3      | 八幡田辺線   | 男山   | 74B号経路：石清水八幡宮駅       | 日曜・祝日の日中のみ運行。内里経由、宝生苑は経由しない           |
| 3      | 八幡田辺線   | 共管   | 75C号経路：石清水八幡宮駅       | 朝夕のみ運行。岩田南経由                                         |
| 4      | 八幡田辺線   | 京田辺 | 69号経路：茂ヶ谷                | 夕方以降に運行（土休日は朝にも1本あり）                          |
| 4      | 枚方尊延寺線 | 京田辺 | 79号経路：穂谷                  | 天王は経由しない                                                 |
| 4      | 枚方尊延寺線 | 京田辺 | 81号経路：穂谷                  | 1日1本のみ。天王経由                                             |
| 4      | 枚方尊延寺線 | 京田辺 | 89号経路：長尾駅                | 平日朝2本のみ。天王・穂谷は経由しない                            |
| 4      | 枚方尊延寺線 | 京田辺 | 89B号経路：長尾駅               | 夕方と土休日朝に1本運行。穂谷経由                                |
| 4      | 枚方尊延寺線 | 京田辺 | 89C号経路：長尾駅               | 夕方2本のみ。天王・穂谷経由                                      |
| 4      | 京田辺市内線 | 京田辺 | 66A号経路：ソフィアモール       | 平日・土曜運行。宝生苑経由                                       |
| 4      | 京田辺市内線 | 京田辺 | 66B号経路：ソフィアモール       | 休日（祝日以外の土曜は対象外）運行。宝生苑は経由しない           |

### 京都京阪バス
旧・京阪宇治バス。2007年（平成19年）に乗り入れを始めた。
| のりば | 路線名           | 行先                | 備考                                                 |
| ------ | ---------------- | ------------------- | ---------------------------------------------------- |
| 1      | 新田辺宇治田原線 | 60号経路：維中前    | 平日朝1本のみ運行                                    |
| 1      | 新田辺宇治田原線 | 62号経路：緑苑坂    | 日中以降運行。夕方の便は緑苑坂東経由                 |
| 1      | 新田辺宇治田原線 | 62B号経路：工業団地 | 夕方のみ運行。緑苑坂経由、平日の一部は緑苑坂東も経由 |
| 1      | 新田辺宇治田原線 | 62C号経路：緑苑坂   | 朝のみ運行。工業団地経由、土休日の便は緑苑坂東も経由 |
| 1      | 新田辺宇治田原線 | 60B号経路：工業団地 | 平日朝1本のみ運行                                    |

### 奈良交通
全て京都営業所が担当。
| のりば | 路線名             | 行先                                           | 備考                                   |
| ------ | ------------------ | ---------------------------------------------- | -------------------------------------- |
| 2      | 京田辺市東部循環線 | 1系統：三山木駅                                | 京田辺市東部循環外回り。3本のみ運行    |
| 2      | 京田辺市東部循環線 | 2系統：三山木駅                                | 京田辺市東部循環内回り。3本のみ運行    |
| 2      | 同志社線           | 101系統：同志社大学デイヴィス記念館            | 同志社大学正門経由                     |
| 2      | 同志社線           | 102系統：同志社大学デイヴィス記念館/同志社北門 | 同志社北門経由、一部便は同停留所止まり |

## 隣の駅
近畿日本鉄道
B 京都線
■急行（下記以外の列車）
大久保駅 (B12) - 新田辺駅 (B16) - 新祝園駅 (B21)
■急行（京都発近鉄宮津行き）
大久保駅 (B12) → 新田辺駅 (B16) → 興戸駅 (B17)
■準急（近鉄丹波橋まで各駅に停車）
富野荘駅 (B15) - 新田辺駅 (B16)
■普通
富野荘駅 (B15) - 新田辺駅 (B16) - 興戸駅 (B17)
- 文化パルク城陽でのイベント開催時には寺田駅に急行の一部が臨時停車する事がある。
- 1974年まで、富野荘駅と当駅の間に臨時駅の木津川駅が存在した。
- 括弧内は駅番号を示している。

### 記事本文

### 利用状況
1. ↑  駅別乗降人員 京都線 - 近畿日本鉄道
2. ↑  京田辺市統計書 - 京田辺市

#### 近畿日本鉄道
1. ↑  “駅別乗降人員 京都線 伊賀線”.   近畿日本鉄道. 2002年4月15日時点のオリジナルよりアーカイブ。2025年2月13日閲覧。
2. ↑  “駅別乗降人員 京都線 伊賀線”.   近畿日本鉄道. 2004年6月6日時点のオリジナルよりアーカイブ。2025年2月13日閲覧。
3. ↑  “駅別乗降人員 京都線”.   近畿日本鉄道. 2007年10月30日時点のオリジナルよりアーカイブ。2025年2月14日閲覧。
4. ↑  “駅別乗降人員 京都線”.   近畿日本鉄道. 2013年3月23日時点のオリジナルよりアーカイブ。2025年2月14日閲覧。
5. ↑  “駅別乗降人員 京都線”.   近畿日本鉄道. 2014年7月17日時点のオリジナルよりアーカイブ。2025年2月14日閲覧。
6. ↑  “駅別乗降人員 京都線”.   近畿日本鉄道. 2017年8月29日時点のオリジナルよりアーカイブ。2025年2月14日閲覧。
7. ↑  “駅別乗降人員 京都線”.   近畿日本鉄道. 2019年11月6日時点のオリジナルよりアーカイブ。2025年2月14日閲覧。
8. ↑  近鉄線駅別乗降人員データ【調査日：令和3年11月9日(火)】 (PDF)
9. ↑  近鉄線駅別乗降人員データ【調査日：令和4年11月8日(火)】 (PDF)
10. ↑  近鉄線駅別乗降人員データ【調査日：令和5年11月7日(火)】 (PDF)

#### 京田辺市統計書
1. 1 2 3  平成15年版京田辺市統計書 第6章 運輸・通信 (PDF)
2. ↑  平成16年版京田辺市統計書 第6章 運輸・通信 (PDF)
3. ↑  平成17年版京田辺市統計書 第6章 運輸・通信 (PDF)
4. ↑  平成18年版京田辺市統計書 第6章 運輸・通信 (PDF)
5. ↑  平成19年版京田辺市統計書 第6章 運輸・通信 (PDF)
6. ↑  平成20年版京田辺市統計書 第6章 運輸・通信 (PDF)
7. ↑  平成21年版京田辺市統計書 第6章 運輸・通信 (PDF)
8. ↑  平成22年版京田辺市統計書 第6章 運輸・通信 (PDF)
9. ↑  平成23年版京田辺市統計書 第6章 運輸・通信 (PDF)
10. ↑  平成24年版京田辺市統計書 第6章 運輸・通信 (PDF)
11. ↑  平成25年版京田辺市統計書 第6章 運輸・通信 (PDF)
12. ↑  平成26年版京田辺市統計書 第6章 運輸・通信 (PDF)
13. ↑  平成27年版京田辺市統計書 第6章 運輸・通信 (PDF)
14. ↑  平成28年版京田辺市統計書 第6章 運輸・通信 (PDF)
15. ↑  平成29年版京田辺市統計書 第6章 運輸・通信 (PDF)
16. ↑  平成30年版京田辺市統計書 第6章 運輸・通信 (PDF)
17. ↑  令和元年版京田辺市統計書 第6章 運輸・通信 (PDF)
18. ↑  令和2年版京田辺市統計書 第6章 運輸・通信 (PDF)
19. ↑  令和3年版京田辺市統計書 第6章 運輸・通信 (PDF)
20. ↑  令和4年版京田辺市統計書 第6章 運輸・通信 (PDF)
21. ↑  令和5年版京田辺市統計書 第6章 運輸・通信 (PDF)